# Ак-Довурак
Ак-Довура́к — город в Республике Тыва Российской Федерации. Образует городской округ город Ак-Довурак. Город республиканского значения.

## Этимология
Название города переводится с тувинского как «белая пыль». Оно связано с месторождением асбеста, о котором рассказывается в тувинской легенде: «В незапамятные времена здесь жили добрые и смелые люди, они разводили и пасли скот. Но однажды на них напали жестокие воины. Три дня и три ночи сражались со врагом смелые люди, пока не упал последний воин. Оставшихся в живых стариков, вдов и детей жестокий хан приказал сжечь на высокой горной вершине. Почернела земля от горя, а сердце доброго народа превратилось в вечный камень — асбест».

## Физико-географическая характеристика

### Географическое положение
Расположен на западе Тувинской котловины, на левом берегу реки Хемчик (левый приток Енисея), в центре Хемчикской долины, в 309 км к западу от Кызыла, в 428 км от железнодорожной станции Абакан. Город является западным экономическим центром Тувы и расположен на пересечении конца автодороги Абакан — Ак-Довурак и трассы Кызыл — Тээли (бывшая А162).

### Часовой пояс
Город Ак-Довурак находится в часовой зоне МСК+4. Смещение применяемого времени относительно UTC составляет +7:00.

### Климат
Климат умеренно-холодный с большим количеством осадков. Среднегодовая температура — −0.7 °C. За год выпадает около 279 мм осадков.
В феврале выпадает наименьшее количество осадков. Большая часть осадков выпадает в июле, около 58 мм.
Самая высокая температура в июле — 18,9 °C., самая низкая в январе в среднем — −24.0 °C.

## Население
| 1959    | 1970    | 1979    | 1989    | 1996    | 1998    | 2000    |
| ------- | ------- | ------- | ------- | ------- | ------- | ------- |
| 2200    | ↗9613   | ↗13 216 | ↗15 191 | ↘13 700 | ↘13 500 | ↘12 686 |
| 2001    | 2002    | 2004    | 2005    | 2006    | 2007    | 2008    |
| ↗13 400 | ↘12 965 | ↗13 179 | ↗13 381 | ↗13 584 | ↗13 793 | ↗14 118 |
| 2009    | 2010    | 2011    | 2012    | 2013    | 2014    | 2015    |
| ↗14 371 | ↘13 468 | ↗13 482 | ↗13 558 | ↘13 548 | ↗13 570 | ↗13 700 |
| 2016    | 2017    | 2018    | 2019    | 2020    | 2021    |         |
| ↘13 663 | ↘13 578 | ↗13 580 | ↗13 630 | ↘13 609 | ↘12 456 |         |

На 1 января 2025 года по численности населения город находился на 860-м месте из 1124 городов Российской Федерации.
Национальный состав
По данным переписи 2002 года, из 12 965 жителей города, тувинцы составили 91,76 % (11 897 человек), русские —  6,15 % (797 человек), хакасы — 0,49 %, киргизы — 0,35 %, коми — 0,35 %.

## Экономика

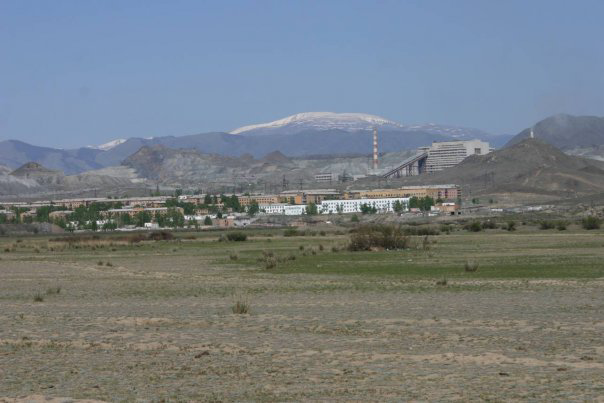
Ак-Довурак. Справа комбинат «Тываасбест»

Комбинат «Тываасбест» является градообразующим предприятием города. Город возник одновременно с появлением комбината в 1964 году. На комбинате производится длинноволокнистый асбест (аналогов по сорту в России нет), шифер и некоторые другие товары. После распада СССР в 90-е годы комбинат фактически остановился и, сменив несколько частных собственников, в последнее время делает попытки возобновить работу, в том числе благодаря участию правительства республики. Асбест добывается на расположенном севернее города карьере. Также в городе расположено второе по величине предприятие ТЭК республики — Ак-Довуракская ТЭЦ.

## Сотовая связь
В Ак-Довураке, как и в Кызыле, действуют четыре оператора сотовой связи — Билайн, МТС, МегаФон и ЕТК.